# GeneReviews
Ne doit pas être confondu avec Gene (revue) ou Genes (revue).
GeneReviews est une collection d'articles publiés dans des revues scientifiques à comités de lecture spécialisés dans les maladies génétiques.
Les articles sont mis à jour tous les deux ou trois ans.
Les articles peuvent être cherchés en ligne, selon l'auteur, le titre, le gène et le nom de la maladie ou de la protéine en cause.